# Sabinijan (uzurpator)
Marko Asinije Sabinijan je bio vođa pobune protiv Gordijana III. u Africi. Proglasio se carem, ali za razliku od pobune Gordijana I. iz 238. godine, on nije uspio dobiti značajniju potporu u Carstvu. Nakon što ga je 240. porazio guverner Mauretanije, njegovi su ga pristaše u Kartagi predale carskim vlastima, a zatim je najvjerojatnije smaknut.